# مركز جاكرتا الإسلامي

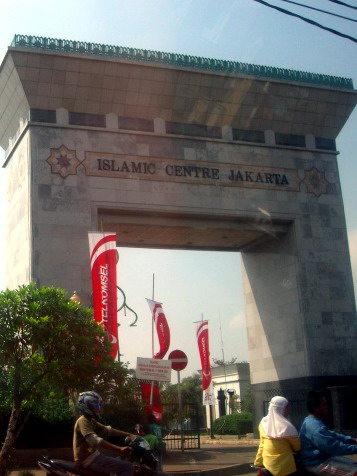

مركز جاكرتا الإسلامي هو مركز للدراسات والبحوث الإسلامية يقع في كوجا جاكرتا إندونيسيا. تشمل أنشطة المركز تمكين المجتمع الإندونيسي من كل من: التعليم (المدرسة، ومركز التعلم المجتمعي)، والأنشطة الاجتماعية والاقتصادية (تعاونيات المساجد)، والتلاوات العادية، والاحتفالات بالأعياد الإسلامية.

## التاريخ
في موقع مركز جاكرتا الإسلامي كانت هناك منطقة الضوء الأحمر المعروفة باسم كرمات تونغاك، التي تأسست في عام 1972. كانت المجتمعات المحلية ضد إنشاء منطقة الضوء الأحمر وعارضتها منذ إنشائها. في عام 1998 قرر حاكم جاكرتا إغلاق منطقة الضوء الأحمر. تم إغلاقه رسميًا في 31 ديسمبر 1999م. في عام 2001 أجرى حاكم جاكرتا سوتيوسو منتدى لتبادل الأفكار مع جميع عناصر المجتمع. اقترح سوتيووسو فكرة بناء مركز جاكرتا الإسلامي على الأستاذ أزيوماردي أزرا (الذي كان آنذاك رئيس جامعة شريف هداية الله الإسلامية). ولم يكن شعار مركز جاكرتا الإسلامي فقط بناء مسجد. كان هدفهم النهائي هو تحويل مركز جاكرتا الإسلامي كأحد العقد المركزية للحضارة الإسلامية في إندونيسيا وجنوب شرق آسيا.
تم تأسيس مركز جاكرتا الإسلامي في موقع المقاطعة ذات الضوء الأحمر السابق. تم افتتاح الموقع منذ عام 2003. ويغطي المجمع مساحة 7 هكتارات مع مسجد بمساحة 6.000 متر مربع ومكان للتعلم الإسلامي. شكل مرسومان (99/2003 و651/2004) من قبل الحاكم في عامي 2003 و2004 الهيكل التنظيمي والعمل للمركز.

## المرافق
بصرف النظر عن كونه مسجد، مركز جاكرتا الإسلامي هو مركز للدراسات الدينية الإسلامية. كما أنه مجهز بالمرافق التعليمية والتجارية. بدأ بناء المركز في عام 2007 مع مساحة الأرض المخطط لها 21.452 متر مربع. ينقسم بيت الضيافة إلى ثلاثة مباني، هي مركز الأعمال الذي تبلغ مساحته 5.653 مترًا مربعًا، وقاعة المؤتمرات أو قاعة الاجتماعات التي تبلغ مساحتها 5.862 مترًا مربعًا، وفندق بيت الضيافة مساحته 11.1717 مترًا مربعًا. يوجد أيضًا مركز للتعليم والتدريب داخل المجمع.

## ترميم المركز
في 16 نوفمبر 2022  أعلن ولي العهد السعودي الأمير محمد بن سلمان بن عبدالعزيز آل سعود، تكفل المملكة العربية السعودية بترميم المركز، وذلك بعد تعرض أجزاء كبيرة منه لحادث حريق في شهر أكتوبر.

## وصلات خارجية
- الموقع الرسمي